# Day by Day (tomik Roberta Lowella)
Day by Day – ostatni wydany za życia autora tomik amerykańskiego poety Roberta Lowella, opublikowany w 1977. Tomik zawiera między innymi wiersz Epilogue. Zbiorek został wyróżniony National Book Critics’ Circle Award i National Medal for Literature, przyznawanym przez American Academy of Arts and Letters.